# ObjectPAL
ObjectPAL es un acrónimo de Object-Oriented Paradox Application Language, que es el lenguaje de programación usado por la aplicación de base de datos Borland Paradox que ahora es propiedad de Corel. 
El uso de este lenguaje permite crear verdaderas aplicaciones de base de datos rápidamente, Desarrollo rápido de aplicaciones. El código se asocia a cada objeto visual mediante un completo entorno de desarrollo integrado. Cada objeto puede modelarse adaptando gráficamente su forma y añadiendo "métodos" o "procedimientos" que modifican su comportamiento por defecto.
Las funciones son coherentes y aplicables a diferentes objetos. Por ejemplo la función "open" puede aplicarse al objeto "form" o bien al "Cursor". Este último es un objeto que permite consultar y modificar los registros de una tabla.

## Historia
ObjectPal deriva del PAL que es el lenguaje de programación de Paradox para DOS, aunque su estructura y funcionamiento es muy diferente. Actualmente COREL sigue distribuyendo Paradox integrado en su suite ofimática WordPerfect Office para entornos Windows.
Actualmente Corel solo saca versiones de mantenimiento de Paradox, en las que no se ofrecen nuevas funcionalidades. 